# Wyrm (film)
Wyrm è un film del 2019 diretto da Christopher Winterbauer.

## Trama
In un universo alternativo stranamente futuristico ma analogico, un solitario ragazzo ossessionato dai dinosauri lotta per soddisfare un requisito scolastico unico o rischia di essere trattenuto e sopportare una vita di imbarazzo.

## Produzione
Le riprese sono avvenute a Los Angeles. Le case di produzione sono A Thousand Ships e Alpha Studios.

### Altre compagnie
- Chapman/Leonard Studio Equipment (gru per telecamere) (non accreditato)

- Hula Post (sistemi e servizi di editing)

- Keslow Camera (attrezzatura fotografica fornita da)

- Lakeshore Records (colonna sonora)

- MBS Equipment Co. (attrezzature di presa)

- Trevanna Post (contabilità post-produzione)

## Distribuzione
Il film è stato distribuito negli USA il 10 giugno 2019 da Vertical Entertainment ed stato presentato ai festival cinematografici "Fantastic Fest" il 21 settembre 2019 e al Seattle International Film Festival il 9 aprile 2021.

## Riconoscimenti
| premio                              | anno | categoria                                                        | risultato | vincitore               |
| ----------------------------------- | ---- | ---------------------------------------------------------------- | --------- | ----------------------- |
| Austin Fantastic Fest               | 2019 | Premio speciale della giuria Next Wave                           | vincitore | Christopher Winterbauer |
| Florida Film Festival               | 2020 | Premio del Pubblico, Miglior lungometraggio narrativo            | vincitore | Christopher Winterbauer |
| Seattle International Film Festival | 2021 | Premio della giuria giovanile Futurewave, Miglior lungometraggio | candidato | Christopher Winterbauer |
|                                     |      | Concorso Nuovo Cinema Americano                                  | candidato | Christopher Winterbauer |